# پکچانیتسا
پکچانیتسا (به صربی: Pekčanica) یک منطقهٔ مسکونی در صربستان است که در کرالیفو واقع شده‌است. پکچانیتسا ۱۰٫۴۲ کیلومتر مربع مساحت و ۲۱۹ نفر جمعیت دارد و ۴۴۳ متر بالاتر از سطح دریا واقع شده‌است.